# Боргио джо

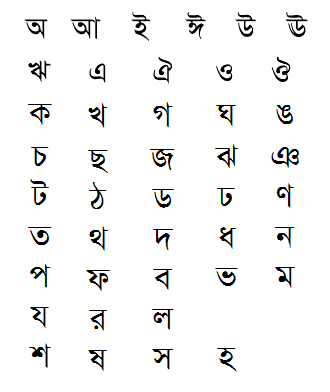

Боргио джо — 19-я буква бенгальского алфавита. По написанию боргио джо подобно букве А  тибетского алфавита. Может означать звуки «Дж», «Ж», «Ш» и «Ч».
Звук «Дж» в бенгальском языке может передаваться также буквой онтостхо джо.